# RapidWeaver
RapidWeaver est un logiciel pour Mac OS X de construction de pages web et de sites web. Il utilise le moteur de rendu WebKit d'Apple.
Il permet ainsi la création de pages web, la publication de photos, de vidéos ou de blogs et de travailler dans le style des iApp par simple glisser-déposer. Il s'intègre avec iLife et MobileMe. Le rendu des pages respecte les standards du web et les recommandations W3C tout en offrant un aspect professionnel. Aucune connaissance particulière en HTML n'est nécessaire, même s'il permet l'ajout de code HTML dans les pages qu'il génère.
Il utilise les technologies XHTML, CSS et PHP et les thèmes sont modifiables par l'intermédiaire d'outils comme RWMultitool ou RWThemeMiner.

## Fonctionnalités
- Dessin et mise en page basés sur des thèmes : 20 thèmes en standard, mais il est possible d'ajouter autant de thèmes que souhaité et de les modifier. Les thèmes peuvent être réalisés dans une application comme Nvu ou DreamWeaver puis importés ensuite.
- Diaporamas en Flash : il peut produire automatiquement des diaporamas en Flash utilisant la même interface que ceux du Finder de Mac OS directement à partir des albums de iPhoto.
- Publication MobileMe et FTP : le site réalisé peut être aussi bien publié sur un site MobileMe qu'un serveur FTP standard. Il garde en mémoire les différentes modifications apportées au site afin de ne pas avoir à tout ré-exporter à chaque fois.
- RSS et podcasting : permet de publier des blogs au format RSS et Podcast.